# Mortes em novembro de 2017
Mortes em 2017: ← Janeiro – Fevereiro – Março – Abril – Maio – Junho – Julho – Agosto – Setembro – Outubro – Novembro – Dezembro →
Esta é uma relação de pessoas notáveis que morreram durante o mês de novembro de 2017, listando nome, nacionalidade, ocupação e ano de nascimento.

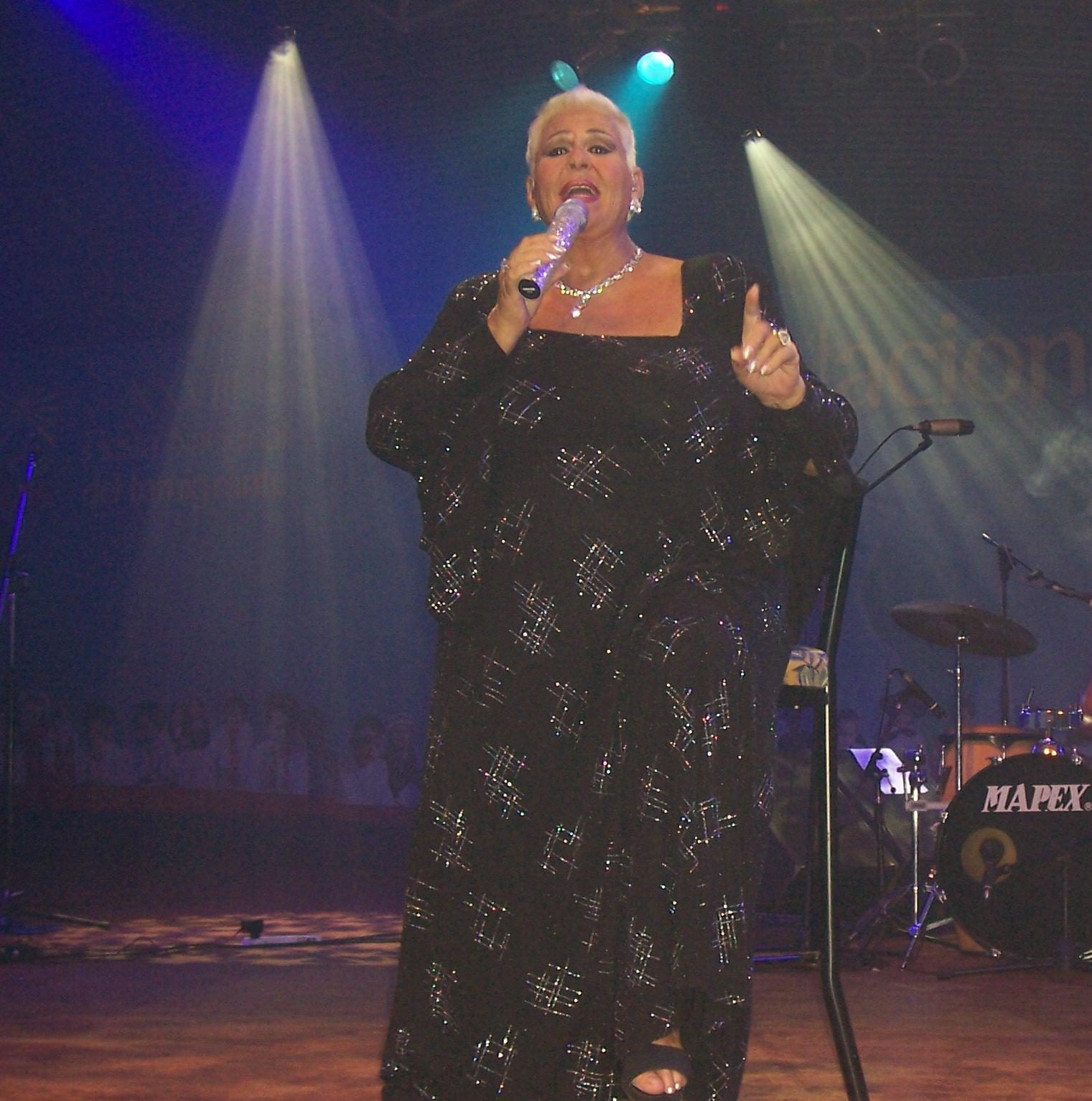
María Martha Serra Lima, cantora argentina

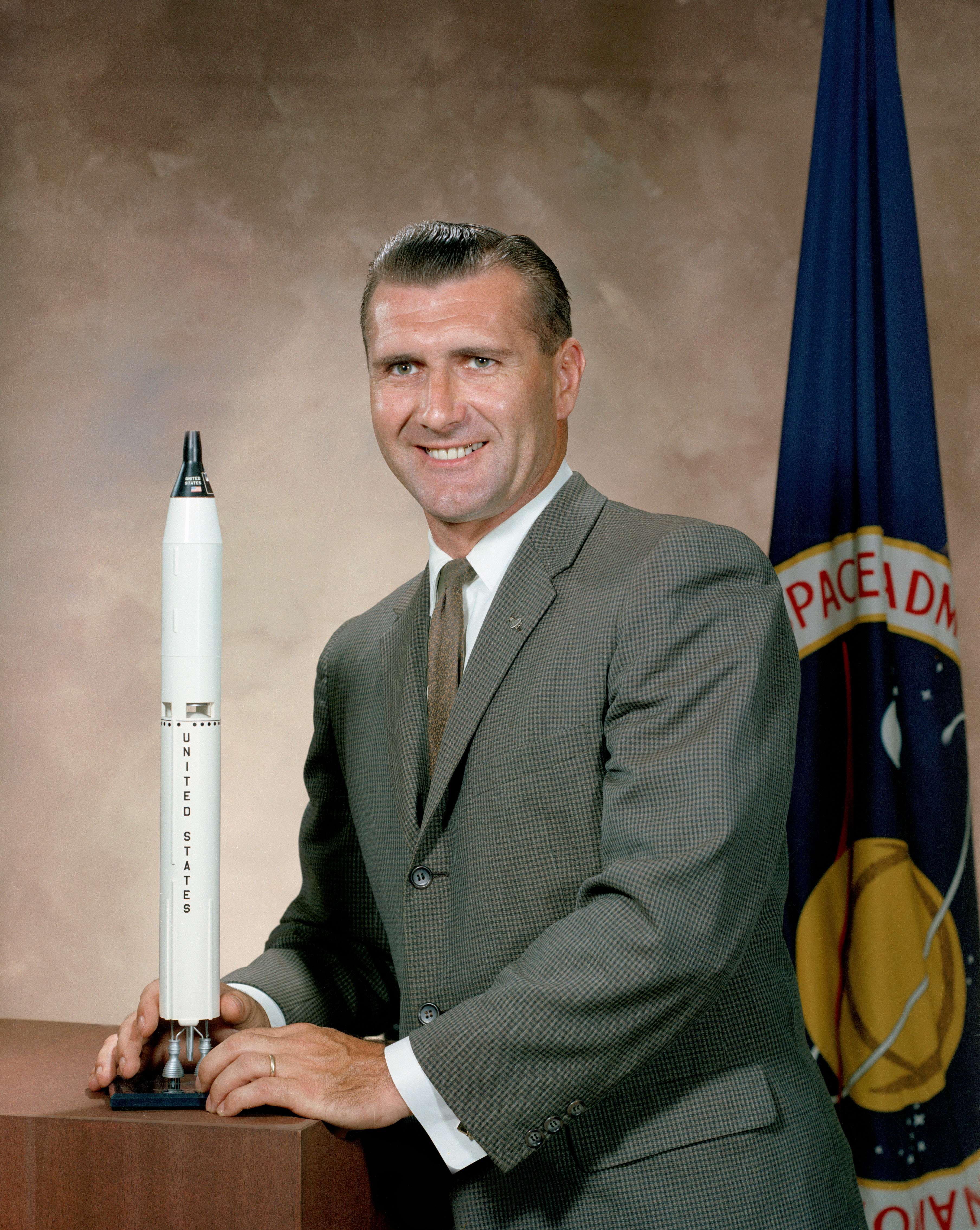
Richard Gordon, astronauta estadunidense

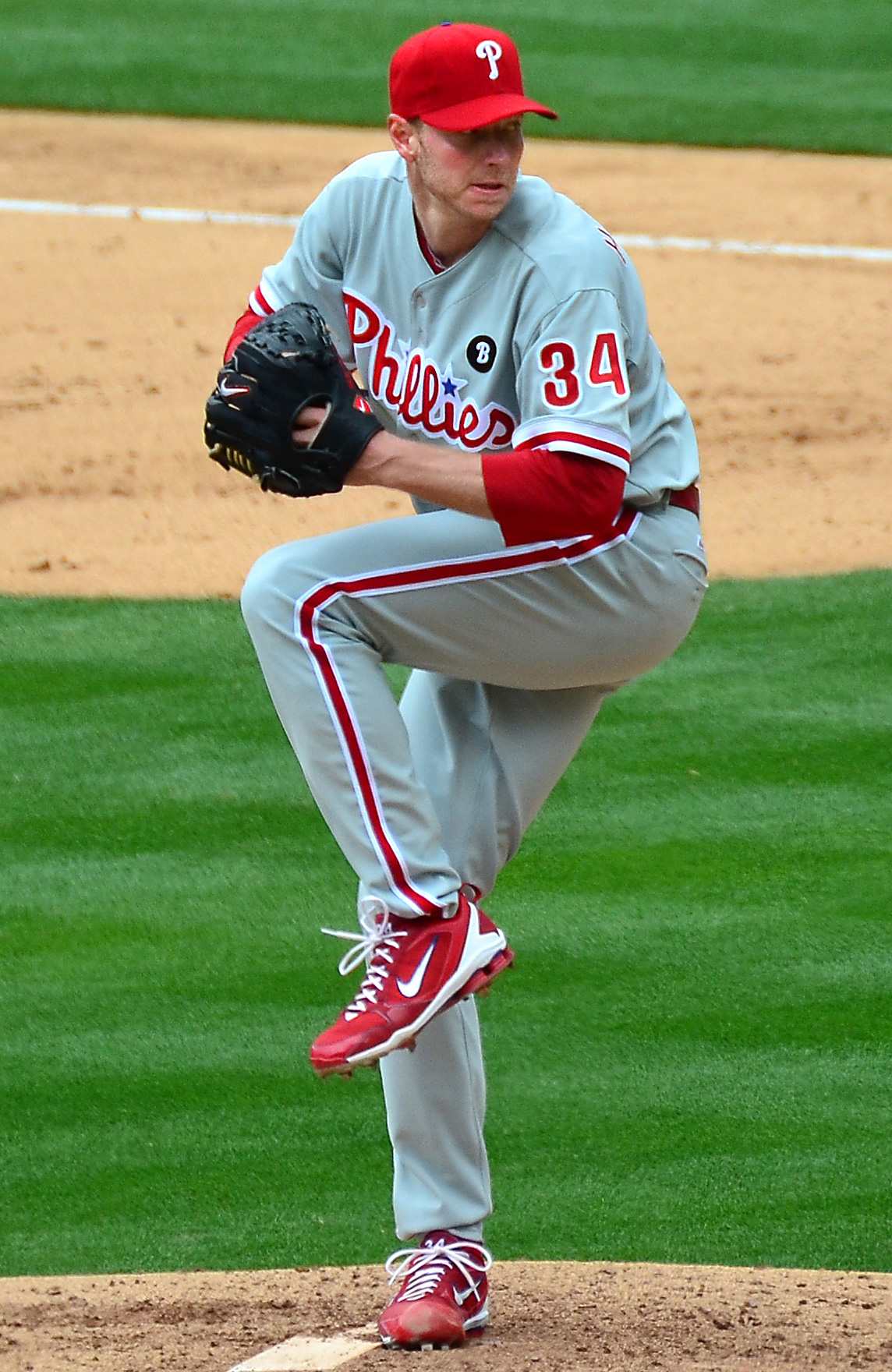
Roy Halladay, beisebolista estadunidense

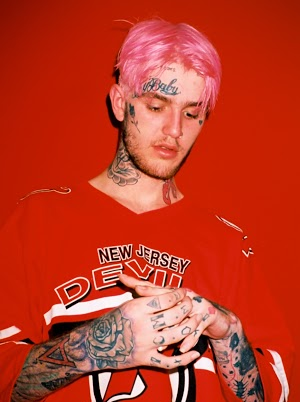
Lil Peep, músico estadunidense

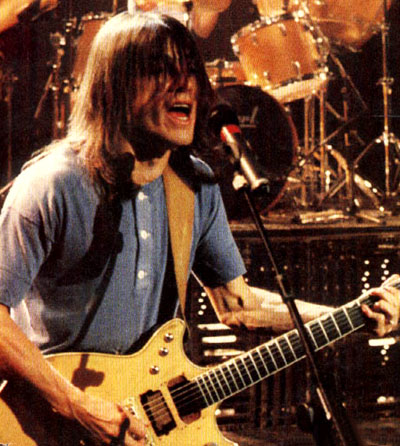
Malcolm Young, guitarrista austro-escocês

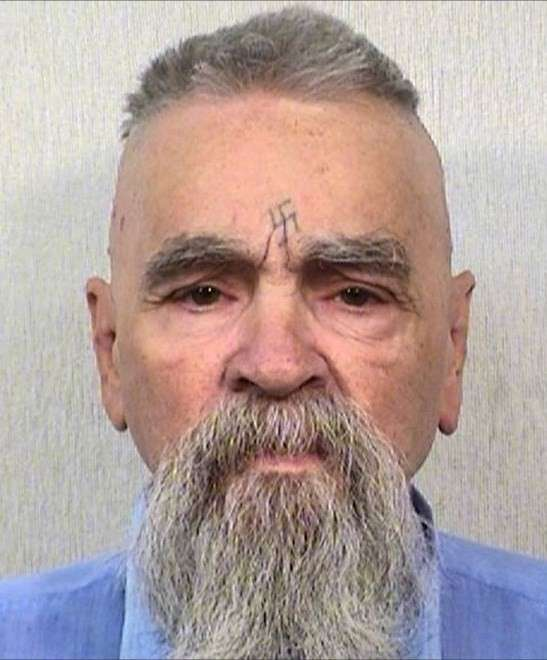
Charles Manson, criminoso estadunidense

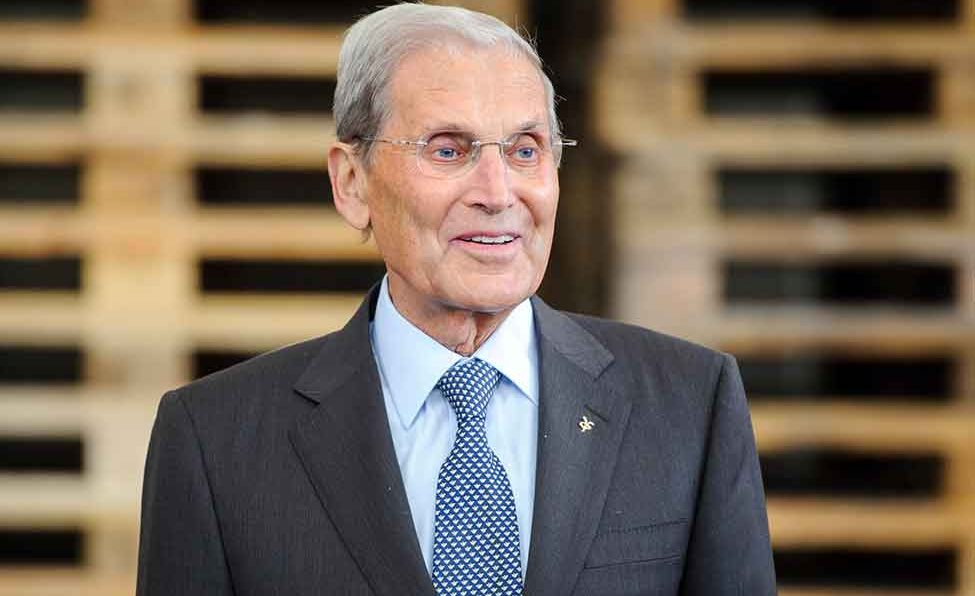
Belmiro de Azevedo, empresário português

| Dia | Nome                                | Profissão ou motivo de reconhecimento       | Nacionalidade          | Ano de nasc. | Ref    |
| --- | ----------------------------------- | ------------------------------------------- | ---------------------- | ------------ | ------ |
| 1   | Brad Bufanda                        | Ator                                        | Estados Unidos         | 1983         | [ 1 ]  |
| 1   | Ruiter Cunha                        | Economista e político                       | Brasil                 | 1964         | [ 2 ]  |
| 2   | Elson do Forrogode                  | Cantor e compositor                         | Brasil                 | 1942         | [ 3 ]  |
| 2   | Emília Viotti da Costa              | Historiadora                                | Brasil                 | 1928         | [ 4 ]  |
| 2   | María Martha Serra Lima             | Cantora                                     | Argentina              | 1944         | [ 5 ]  |
| 3   | Abdur Rahman Biswas                 | Político                                    | Bangladesh             | 1926         | [ 6 ]  |
| 5   | Dionatan Teixeira                   | Futebolista                                 | Brasil/ Eslováquia     | 1992         | [ 7 ]  |
| 5   | Jésus Martins de Assis              | Político                                    | Brasil                 | 1935         | [ 8 ]  |
| 5   | Lothar Thoms                        | Ciclista                                    | Alemanha               | 1956         | [ 9 ]  |
| 6   | Feliciano Rivilla                   | Futebolista                                 | Espanha                | 1936         | [ 10 ] |
| 6   | Karin Dor                           | Atriz                                       | Alemanha               | 1938         | [ 11 ] |
| 6   | Richard Gordon                      | Astronauta                                  | Estados Unidos         | 1929         | [ 12 ] |
| 7   | Hans Schäfer                        | Futebolista                                 | Alemanha               | 1927         | [ 13 ] |
| 7   | Roy Halladay                        | Beisebolista                                | Estados Unidos         | 1977         | [ 14 ] |
| 7   | João Hall Themido                   | Diplomata                                   | Portugal               | 1924         | [ 15 ] |
| 7   | Paul Buckmaster                     | Arranjador e compositor                     | Reino Unido            | 1946         | [ 16 ] |
| 7   | Amadeu Teixeira                     | Treinador de futebol                        | Brasil                 | 1926         | [ 17 ] |
| 7   | Amelia Toledo                       | Artista plástica                            | Brasil                 | 1926         | [ 18 ] |
| 8   | Fernando de Souza Barros            | Físico                                      | Brasil                 | 1929         | [ 19 ] |
| 8   | Antonio Carluccio                   | Chef de cozinha                             | Itália                 | 1937         | [ 20 ] |
| 8   | Josip Weber                         | Futebolista                                 | Bélgica/ Croácia       | 1964         | [ 21 ] |
| 9   | Chuck Mosley                        | Cantor e compositor                         | Estados Unidos         | 1959         | [ 22 ] |
| 9   | James Sladky                        | Patinador                                   | Estados Unidos         | 1947         |        |
| 10  | Márcia Cabrita                      | Atriz                                       | Brasil                 | 1964         | [ 23 ] |
| 10  | Moniz Bandeira                      | Professor, cientista político e historiador | Brasil                 | 1935         | [ 24 ] |
| 10  | Bernhard Eckstein                   | Ciclista                                    | Alemanha               | 1935         | [ 25 ] |
| 10  | Shyla Stylez                        | Atriz de filmes eróticos                    | Canadá                 | 1982         | [ 26 ] |
| 11  | Chiquito de la Calzada              | Cantor, ator e humorista                    | Espanha                | 1932         | [ 27 ] |
| 11  | Claudio Reyes Rubio                 | Ator, escritor e diretor                    | México                 | 1964         | [ 28 ] |
| 12  | Bernard Louis Auguste Paul Panafieu | Cardeal                                     | França                 | 1931         | [ 29 ] |
| 12  | Santiago Vernazza                   | Futebolista                                 | Argentina              | 1928         | [ 30 ] |
| 13  | Alina Janowska                      | Atriz                                       | Polónia                | 1923         | [ 31 ] |
| 13  | Bobby Doerr                         | Beisebolista                                | Estados Unidos         | 1918         | [ 32 ] |
| 14  | Rildo Gonçalves                     | Ator e advogado                             | Brasil                 | 1930         | [ 33 ] |
| 14  | Jean-Pierre Schmitz                 | Ciclista                                    | Luxemburgo             | 1932         | [ 34 ] |
| 15  | Frans Krajcberg                     | Artista plástico                            | Polónia/ Brasil        | 1921         | [ 35 ] |
| 15  | Luis Bacalov                        | Compositor e músico                         | Argentina              | 1933         | [ 36 ] |
| 15  | Hamad Ndikumana                     | Futebolista                                 | Ruanda                 | 1978         | [ 37 ] |
| 15  | Lil Peep                            | Rapper                                      | Estados Unidos         | 1996         | [ 38 ] |
| 16  | Hiromi Tsuru                        | Dubladora                                   | Japão                  | 1960         | [ 39 ] |
| 16  | Adalberto Giazotto                  | Físico                                      | Itália                 | 1940         | [ 40 ] |
| 17  | Salvatore Riina                     | Mafioso                                     | Itália                 | 1930         | [ 41 ] |
| 17  | Oleksandr Salnykov                  | Basquetebolista                             | Ucrânia                | 1949         | [ 42 ] |
| 17  | Rikard Wolff                        | Ator e cantor                               | Suécia                 | 1958         | [ 43 ] |
| 18  | Fotis Kafatos                       | Biólogo                                     | Grécia                 | 1940         | [ 44 ] |
| 18  | Malcolm Young                       | Músico                                      | Reino Unido/ Austrália | 1953         | [ 45 ] |
| 18  | Commins Menapi                      | Futebolista                                 | Ilhas Salomão          | 1977         | [ 46 ] |
| 18  | Naim Süleymanoğlu                   | Halterofilista                              | Turquia                | 1967         | [ 47 ] |
| 18  | Azzedine Alaïa                      | Estilista                                   | Tunísia                | 1940         | [ 48 ] |
| 18  | Gillian Rolton                      | Jóquei                                      | Austrália              | 1956         | [ 49 ] |
| 18  | Pancho Segura                       | Tenista                                     | Equador                | 1921         | [ 50 ] |
| 19  | Claudio Báez                        | Ator                                        | México                 | 1950         | [ 51 ] |
| 19  | Gonzaga Blota                       | Ator e diretor de televisão                 | Brasil                 | 1928         | [ 52 ] |
| 19  | Alex Ifeanyichukwu Ekwueme          | Político                                    | Nigéria                | 1932         | [ 53 ] |
| 19  | Jana Novotná                        | Tenista                                     | Chéquia                | 1968         | [ 54 ] |
| 19  | Charles Manson                      | Assassino                                   | Estados Unidos         | 1934         | [ 55 ] |
| 19  | Andrea Cordero Lanza di Montezemolo | Cardeal                                     | Itália                 | 1925         | [ 56 ] |
| 19  | Della Reese                         | Atriz e cantora                             | Estados Unidos         | 1931         | [ 57 ] |
| 20  | Terry Glenn                         | Jogador de futebol americano                | Estados Unidos         | 1974         | [ 58 ] |
| 20  | Janusz Marek Wójcik                 | Futebolista e político                      | Polónia                | 1953         | [ 59 ] |
| 21  | David Cassidy                       | Músico e ator                               | Estados Unidos         | 1950         | [ 60 ] |
| 21  | Wayne Cochran                       | Cantor                                      | Estados Unidos         | 1939         | [ 61 ] |
| 21  | Luis Garisto                        | Futebolista e treinador                     | Uruguai                | 1945         | [ 62 ] |
| 22  | Dmitri Hvorostovsky                 | Cantor                                      | Rússia                 | 1962         | [ 63 ] |
| 23  | João Ricardo                        | Ator                                        | Portugal               | 1959         | [ 64 ] |
| 24  | Pedro Rolo Duarte                   | Jornalista                                  | Portugal               | 1964         | [ 65 ] |
| 25  | Rance Howard                        | Ator                                        | Estados Unidos         | 1928         | [ 66 ] |
| 25  | Haroldo Palo Jr.                    | Fotógrafo, documentarista e naturalista     | Brasil                 | 1953         | [ 67 ] |
| 25  | Vladimir Shkurikhin                 | Voleibolista                                | Rússia                 | 1958         | [ 68 ] |
| 26  | José Doth de Oliveira               | Bispo                                       | Brasil                 | 1938         | [ 69 ] |
| 28  | Augusto Marzagão                    | Jornalista e executivo de TV                | Brasil                 | 1929         | [ 70 ] |
| 26  | Rafael Llano Cifuentes              | Bispo                                       | México/ Brasil         | 1933         | [ 71 ] |
| 27  | Fanny Abramovich                    | Escritora e jornalista                      | Brasil                 | 1940         | [ 72 ] |
| 28  | Zdeněk Šreiner                      | Futebolista                                 | Chéquia                | 1954         | [ 73 ] |
| 29  | Belmiro de Azevedo                  | Empresário                                  | Portugal               | 1938         | [ 74 ] |
| 30  | Zé Pedro                            | Guitarrista                                 | Portugal               | 1956         | [ 75 ] |
| 30  | Ana Maria Nascimento e Silva        | Atriz e apresentadora                       | Brasil                 | 1952         | [ 76 ] |
| 30  | Jim Nabors                          | Ator e cantor                               | Estados Unidos         | 1930         |        |